# Louis Jean Nicolas Abbé
Louis Jean Nicolas Abbé (28 de agosto de 1764-9 de abril de 1834) fue un general francés durante las Guerras napoleónicas. Se alistó como soldado de a pie en el ejército real en 1784 y fue un oficial no de carrera en 1792. Pasó la mayoría de las Guerras Revolucionarias francesas luchando en Italia: sirvió en el Ejército de Italia desde 1793 a 1799. En 1800 es transferido al Ejército del Rin, sirviendo de edacán del general Leclerc hasta la muerte de este en Haití. En 1802 se unió a la expedición a Santo-Domingo. En 1803 fue nombrado coronel a la cabeza del 23.ª Regimiento de Infantería Ligera y dirigió la unidad en Caldiero, Campo Tenese, Maida, y Amantea. Promovido a general de brigada en 1807, dirigió una brigada en 1809, luchando en Sacile, Caldiero, el Piave, Tarvis, Raab y Wagram.

## Reconocimientos

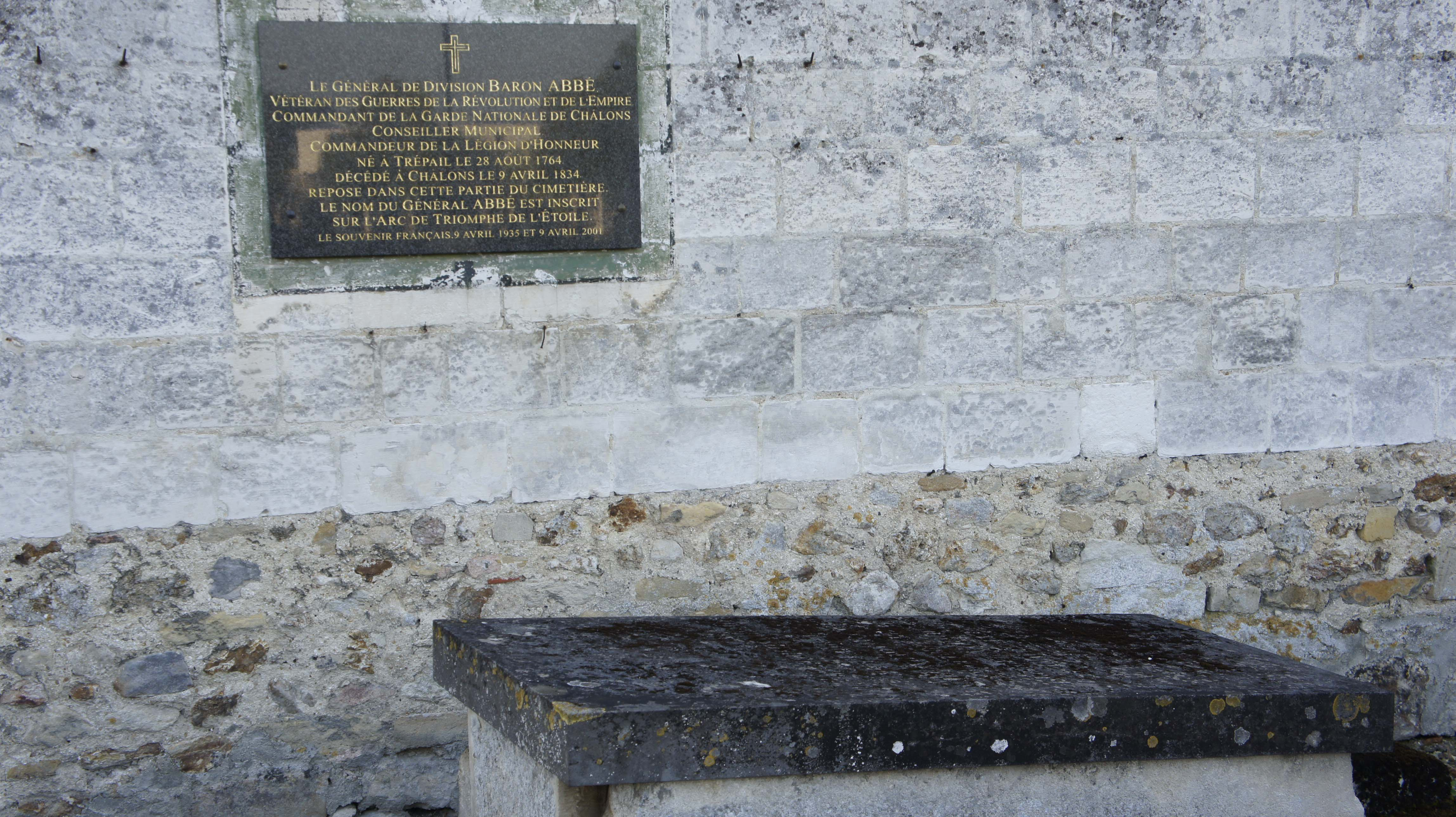
La tumba de General Abbé

Comenzando en 1810, Abbé sirvió en la Guerra de Independencia Española. Luchó bajo el mariscal Louis Gabriel Suchet en Falset, Tortosa, Tarragona y Montserrat. Fue ascendido a general de división en 1811. Dirigió una división bajo el mando del mariscal Nicolas Soult en los Pirineos, San Marcial, Bidasoa, Nivelle, Nive y Bayona ciudad que no se rindió hasta el 27 de abril de 1814. Se unió a Napoleón en 1815 y luchó contra los austriacos antes de retirarse del ejército en 1816. Fue reactivado de 1830 a 1832 cuando se retiró nuevamente. Murió en 1834. ABBE es uno de los nombres inscritos en el Arco del Triunfo, en la Columna 36.